# خوسيه ريكو بيريز
خوسيه ريكو بيريز (بالإسبانية: José Rico Pérez)‏ هو شخصية أعمال إسباني، ولد في 13 مارس 1918 في دايا نويفا في إسبانيا، وتوفي في 6 يوليو 2010 في أليكانتي في إسبانيا. كان رئيس مجلس إدارة نادي إيركوليس منذ 1971 وحتى 1985.